# Jotus ravus
Jotus ravus är en spindelart som först beskrevs av Arthur Urquhart 1883.  Jotus ravus ingår i släktet Jotus och familjen hoppspindlar. Inga underarter finns listade i Catalogue of Life.